# Aspidiella sacchari
Aspidiella sacchari är en insektsart som först beskrevs av Cockerell 1893.  Aspidiella sacchari ingår i släktet Aspidiella och familjen pansarsköldlöss. Inga underarter finns listade i Catalogue of Life.